# Agitation Free

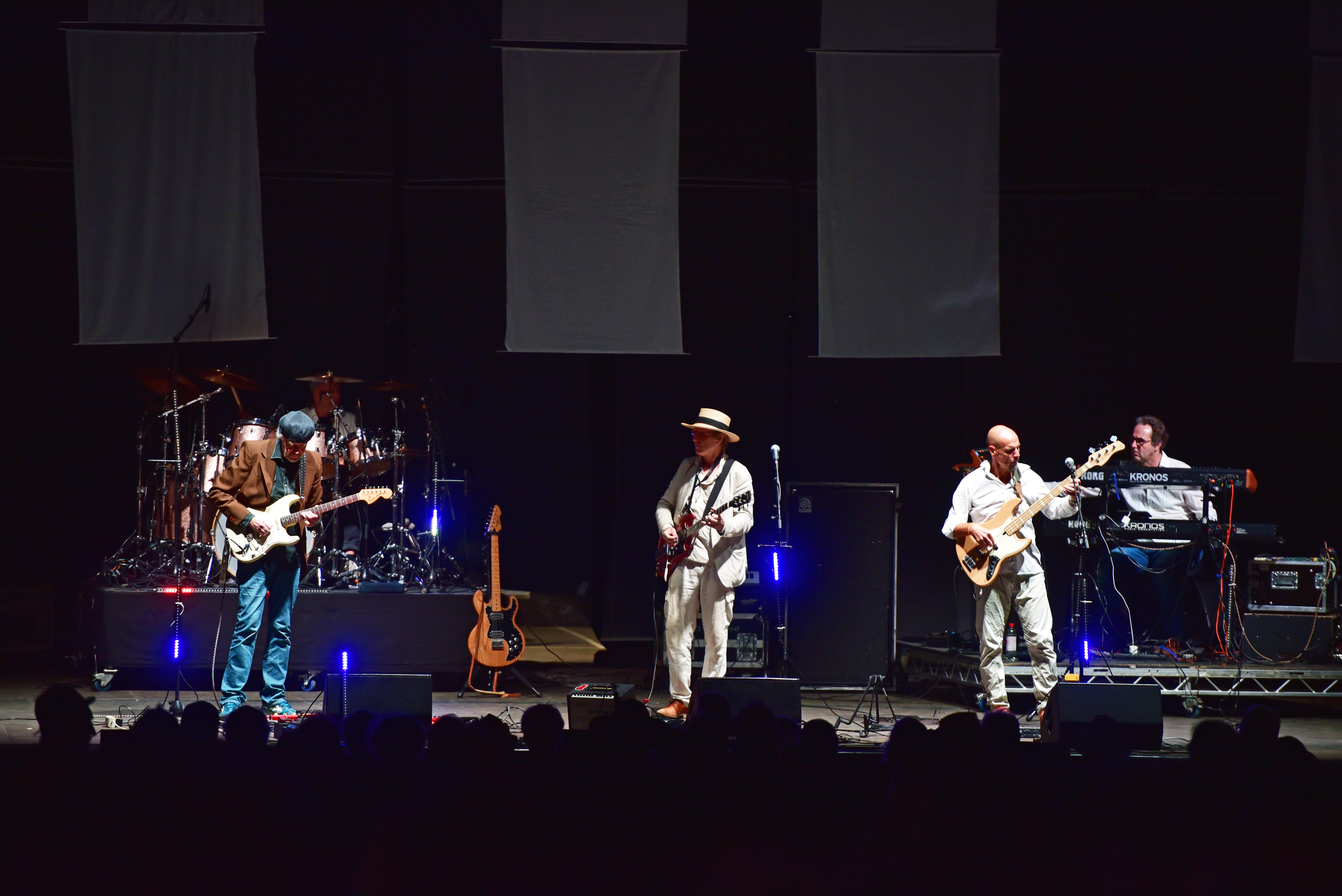
Koncert Agitation Free podczas Burg Herzberg Festivalu 2024. Od lewej: Axel Heilhecker, Burghard Rausch, Lutz Ulbrich, Daniel Cordes, Tim Sund.

Agitation Free – niemiecki zespół krautrockowy założony w 1967 roku w Berlinie i działający do 1974 roku. Był jednym z czołowych przedstawicieli niemieckiej eksperymentalnej muzyki rockowej w pierwszej połowie lat 70. i jednym z najbardziej wpływowych zespołów w nurcie znanym jako „szkoły berlińskiej” (niem. Berliner Schule) – i stał się trampoliną do kariery wielu grających w niej muzyków. Od początku swojej działalności rozwijał długie, swobodne, space rockowe improwizacje instrumentalne z elementami electro, ethno i trance. Podczas występów na żywo, muzycy eksperymentowali także ze stroną wizualną swoich koncertów, używając różnych projektorów, wyświetlając slajdy i własnymi produkcji, filmami eksperymentalny, nawiązując w ten sposób do zespołów undergroundowych w Kalifornii i Wielkiej Brytanii. Współpracował z takimi kompozytorami jak John Cage, Erhard Großkopf, Peter Michael Hamel i Ladislav Kupkovič. Electronic Beat Studio, które formaja zainicjowała wraz z kompozytorem Thomasem Kesslerem, przekształciło się w kreatywne centrum działań twórczych dla takich berlińskich zespołów, jak m.in. Ash Ra Tempel czy Tangerine Dream (obydwie grupy, są także przedstawicielami „Berliner Schule”). Zespół reaktywowano w 1998 roku. Obecnie wykonuje muzykę, będacą połączeniem rocka progresywnego i nowej muzyki instrumentalnej, z elementami jazzu i eksperymentów, biskich ambientowi.

## Historia

### Okres pierwszy (1967–1969)
Zespół powstał we wrześniu albo w październiku 1967 roku w Berlinie z połączenia sił członków dwóch, rozpadających się licealnych grup rockowych z których pierwsza to działający w latach 1965–1966 zespół «The Sentries» (wcześniej występowali pod nazwą «The Tigers») w której grali Lutz „Lüül” Ulbrich (gitara rytmiczna) i Christopher Franke (perkusja), zaś druga z nich to «The Ugly Things», formacja grająca do końca 1966 roku covery rhythm and bluesowe, której członkami byli Michael „Fame” Günther (gitara basowa) i Lutz Ludwig Kramer (gitara, śpiew). Skład ten początkowo nie miał nazwy, a w 1967 roku współpracował z nim okazjonalnie, także wokalista Michael „Micki” Duve. Początkowo jego impresariem był rzutki organizator i były roadie The Sentries, Roland Paulick, który później współpracował w tym samym charakterze z Tangerine Dream.
Twórcą nazwy zespołu był Folke Hanfeld (brat byłego basisty Sentries), który otworzył słownik i wskazał palcem na przypadkowe słowo, którym było Agitation, zdefiniowane jako ruch, niepokój, zmiana. Biorąc pod uwagę tę definicję, muzycy zgodnie i entuzjastycznie przyjęli ją jako nazwę swego zespołu. Wcześniej, jak i pod koniec 1967 roku kwartet grał covery, z tymże już wówczas podjął pierwsze próby rozwijania długich, rockowych improwizacji, np. w utworze 2120 South Michigan Avenue z rep. The Rolling Stones. Christopher Franke po wielu latach określił w wywiadzie, wczesną muzykę grupy w następujący sposób: Głośna, hałaśliwa, brzydka i bardzo podobna do punka. Hanfeld zaangażował się w pokazy wizualne (świetlne i projekcje filmowe) realizowane podczas koncertów grupy – do których wcześniej przekonał muzyków Agitation. Były to psychodeliczne, nowatorskie w tamtym czasie wizualizacje, podobne do tych, które stosowały kalifornijskie zespoły undergroundowe z tamtych lat (Jefferson Airplane czy Iron Butterfly).
Na początku 1968 roku Ludwik Kramer został zwolniony po kłótni o kwestie muzyczne i artystyczne. Zastąpił go gitarzysta Eckhart Kühn, który pozostał w składzie zespołu zaledwie okres, około trzech miesięcy. Wtedy muzycy zdali sobie sprawę z faktu, iż Kramer jest im potrzebny, i namówili go do powrotu. Niedługo potem on i Günther poznali studenta architektury Volkera Corneliusa, który przejął sprawy organizacyjne zespołu, robił zdjęcia oraz drukował plakaty i bilety.
Dzięki jego znajomościom, formacja zyskała możliwość występów w pierwszym berlińskim klubie undergroundowym Zodiac, gdzie miała możliwość zaprezentowania się obok takich grup, jak: Cluster, Curly Curve i Tangerine Dream (Michael Hoenig był już wówczas częścią tej sceny, jako współredaktor pierwszego podziemnego berlińskiego czasopisma pt. Love).
Gdy klub zamknięto, zespół przeniósł się do Beautiful Balloon przy Lehniner Platz (dawniej siedziba Kabaret der Komiker). W połowie 1968 roku muzycy odkryli Pink Floyd i zaczęli używać niektórych ich muzycznych tematów jako punktów wyjścia do własnych improwizacji. Od tego czasu do jesieni 1969 roku z Agitation współpracował showman Manfred Brück (zmarł 15 września 2007 roku na raka w wieku 60 lat), noszący pseudonim „John L. ” i ukoronowany przez lokalną prasę tytułem Króla hipisów Berlina. W tym okresie muzycy przemianowali swój zespół na «Agitation Free», ponieważ usłyszeli o grupie z północy Berlina, która używała tej samej nazwy („Agitation”). Doszło do tego w berlińskim klubie Quasimodo (klub w Berlinie), gdzie zespół wystąpił za darmo (tzw. koncert testowy), a na drzwiach pod nazwą Agitation, muzycy zauważyli napisane kredą słowo Free, oznaczające wstęp wolny na występy w klubie.
W połowie 1969 roku zespół mając salę prób w piwnicy domu matki Christophera Frankego w Berlinie-Eichkamp, zwrócił się z prośbą o znalezienie mu lokum do jednego z założycieli berlińskiej komuny Rainera Langhansa i odtąd muzycy ćwiczyli w Kommune I (pierwsza berlińska miejska gmina mieszkaniowa, która nie była tak mocno zorientowana politycznie jak późniejsza Kommune II), która znajdowała się na dziedzińcu przemysłowym przy Stephan Strasse w Berlinie-Moabit. Langhans był przez jakiś czas także roadiem grupy. W Kommune I doszło do przykrego incydentu w wyniku którego Uschi Obermeier i formacja Amon Düül, bezceremonialnie zniszczyli zestaw perkusyjny Frankego, nie zwracając mu pieniędzy za tę stratę. Niedługo potem Agitation Free zagrało swoje pierwsze koncerty w RFN, a mianowicie w dwóch klubach undergroundowych we Frankfurcie nad Menem i Darmstadt.
29 listopada 1969 roku zespół zagrał w audytorium Audimax Politechniki Berlińskiej dla grupy utworzonej wokół Bommiego Baumanna o nazwie „ Zentralrat der umherschweifenden Haschrebellen” (pol. „Centralna Rada Wolno Wędrujących Rebeliantów Haszyszowych”), po którym nastąpiły zamieszki o charakterze humorystycznym. Pod koniec 1969 roku w wyniku rozmów matki Frankego z Konradem Latte, dyrektorem Volksmusikhochschule (pol. Publiczna Miejska Szkoła Muzyczna) w Berlinie-Wilmersdorf, przekonała go, aby zainwestował pieniądze z zakupu fortepianu, nie w nowy zespół rockowy, tak jak początkowo planował. Tylko w grupę, która już istnieje, a mianowicie w Agitation Free. Dyrektor wyraził zgodę i zaplanował przekształcenie sali prób w studio nagrań. Zatrudniono osobę sprawującą pieczę nad tym przedsięwzięciem i jednocześnie nauczyciela muzyki, którym był awangarowy kompozytor, pochodzenia szwajcarskiego Thomasa Kesslera i w efekcie zespół stał się stałym elementem Volksmusikhochschule, i wraz z Kesslerem współtwórcą „Electronic Beat Studio” przy Pfalzburger Strasse (Berlin-Wilmersdorf).
Zimą 1969 roku Agitation Free wzięło udział w ogromnym pokazie multimedialnym Folke Hanfelda pod nazwą Intermedia w audytorium Waldschule w Eichkamp, które ostatecznie zakończyło się fiaskiem, ponieważ w wyniku chaosu, który rozpoczął się drugiego dnia pokazu – na który weszło co najmniej 1500 osób (sala mogła pomieścić jedynie 400 osób), zaś tłum chętnych nadal próbował wedrzeć się do środka. Dyrektor szkoły Riemer po godzinie uznał, że jest za głośno i wyłączył prąd – za co został obrzucony oponami i potrzebował eskorty policyjnej, żeby opuścić teren. Hanfeld wykorzystał swój pokaz do pracy dyplomowej, którą pisał będąc studentem na kierunku artystycznym. 12 grudnia 1969 roku Agitation Free ponownie wystąpiło w audytorium Audimax Politechniki Berlińskiej, obok zespołów: Paul & Limpe Fuchs, Tangerine Dream i Amon Düül.

### Okres drugi (1970–1972)
W lutym 1970 roku zespół przez trzy dni z rzędu (w godz. 20:00-23:00), występował na Inis Reise, które stanowiło kontrwydarzenie do corocznej imprezy (tzw. karnawału) berlińskich studentów pod nazwą Zinnober, gdzie po 23:00 (po wyjściu z Inis Reise), zespół występował. Pod koniec marca 1970 roku doszło do kłótni między Güntherem a Kramerem, który był coraz bardziej pochłonięty braniem narkotyków i polityką, notorycznie nie zjawiając się na próbach, ponieważ brał udział w demonstracjach i w efekcie zespół został zmuszony do wyboru między nimi, po tym jak ten spóźnił się na koncert. Ostatecznie Kramer, którego drogi z dawnymi kolegami coraz bardziej zaczęły się rozchodzić, musiał opuścić Agitation Free. Zaś Günther zaprosił do współpracy znanego już muzykom zespołu gitarzystę Axela Genricha, noszącego pseudonim „Ax”.
Formacja mając już w swym repertuarze kilka nowych utworów, dn. 12 kwietnia 1970 roku wystąpiła wraz z nim, jak i z występującym gościnnie, drugim perkusistą Charliem Weissem na Ersten Deutschen Progressiven Popfestival (pol. Pierwszy Niemiecki Festiwal Progresywnego Popu) w Berliner Sportpalast. Wkrótce jednak organizator festiwalu Jürgen Föhrenbach znalazł się w kręgu poważnej afery, ponieważ zbankrutował i nie wypłacił wykonawcom pieniędzy, a nikt nie był w stanie stwierdzić, gdzie trafiły dwudniowe wpływy z biletów od 5000 widzów. Na tejże imprezie Genrich poznał muzyków z zespołu Guru Guru, którego gitarzysta Jim Kennedy zachorował na gruźlicę, będąc zmuszonym do powrotu do Stanów Zjednoczonych) – i postanowił, że pojedzie w trasę z Guru Guru zamiast niego. Po powrocie zdecydował się na opuszczenie Agitation Free (po trzech miesiącach) i na dołączenie do grupy Maniego Neumeiera.
Po jego odejściu zespół grał przez jakiś czas jako trio do momentu, gdy w lipcu 1970 roku, dzięki Güntherowi dołączył gitarzysta Jörg „Joshi” Schwenke (wcześniej był członkiem zespołu The Shatters, który w początkowej fazie swej kariery akompaniował piosenkarce Manueli, wykonującej repertuar w stylu schlager i z którą w 1967 roku wystąpili jako support przed Jimim Hendrixem w Neue Welt), który wniósł do zespołu ogrom świeżej i twórczej kreatywności w swojej grze. Na początku 1971 roku Edgar Froese (Tangerine Dream), zaczął od czasu do czasu pożyczać perkusistę Agitation Free, Christophera Franke z którym sporadycznie współpracował już wcześniej, jako muzyk sesyjny, nagrywając niemieckojęzyczną wersję kompozycji The Boxer w wykonaniu zespołu The New Folksingers”. Aż ten w połowie tegoż roku odszedł i związał się na stałe z Tangerine Dream. Zespół zaangażował wówczas Gerda Klemke, który pomógł mu w 1971 roku zorganizować trasę koncertową „Near-East-Tour”, u w marcu zastąpił Frankego podczas koncertu w berlińskim klubie Quartier Latin. Po tym koncercie berlińczyk Christian Nakonz, od 1969 roku zachodnioniemiecki ambasador w Egipcie a konkretnie w Kairze zaproponował zespołowi, aby pojechał tam na występy.
W 1971 roku po koncercie w TU Mensa w Berlinie – do zespołu dołączył klawiszowiec Michael „Höni” Hoenig (wcześniej został zaproszony przez Günthera do grupy improwizacyjnej Thomasa Kesslera, gdzie eksperymentował m.in. z tzw. zuspielbändern (pol. przygotowane taśmy) i na wcześniej wspomniany koncert, gdzie wyprodukował elektroniczne dźwięki z magnetofonu i generatora częstotliwości, zaś rezultaty jego pracy spodobały się zespołowi). W wyniku splotu kilku różnych okoliczności Klemke, który np. nie lubił latać samolotem – nie wziął udziału w „Near-East-Tour”, tak więc muzycy Agitation Free zapytali Klausa Schulze, czy ten nie zechciałby do nich dołączyć. On w odpowiedzi przyprowadził na jedną z prób zespołu perkusistę Burgharda Rauscha (okolice września 1971 roku) i w ten sposób narodził się jego klasyczny skład. Thomas Kessler zajął się ponownie zespołem jako instruktor i wprowadził wielogodzinny trening (kształcenie słuchu, harmonia, rytm), przeprowadzając z muzykami wiele eksperymentów i dając im wgląd w muzykę elektroniczną. W grudniu 1971 roku przywiózł ze sobą Petera Michaela Hamela, który odbył z zespołem, kilka prób zarejestrowanych w studiu.
W styczniu 1972 roku muzycy Agitation Free po nagraniu taśmy-demo, wysłali ją za jego namową do Music Factory, wytwórni wydawnictwa muzycznego Schott. Odzew był pozytywny i w efekcie grupa została zaproszona do Moguncji, gdzie dn. 25 lutego 1972 roku miała zagrać koncert w Pałacu Wyborczym dla przedstawicieli wydawnictwa, a także dla kilku dyrektorów innych wytwórni płytowych. Ich opinie były dobre, więc Music Factory zdecydowało się wydać zespołowi album. Muzycy otrzymali też list od Nakonza z ambasady Kairu, który przekazał opiekę nad Agitation Free swojemu bliskiemu współpracownikowi, dyrektorowi Hartmutowi Geerkenowi z finansowanego przez Ministerstwo Spraw Zagranicznych, kairskiego oddziału Instytutu Goethego – na zaproszenie którego, zespół wkrótce pojechał na tournée po Egipcie, Libanie, Cyprze i Grecji.
Od stycznia 1972 roku muzycy zespołu zapraszali berlińskich nauczycieli muzyki i ich klasy do „Beat Studio”, w celu zapoznania ich z improwizowaną muzyką rockową w wykonaniu Agitation Free oraz wprowadzenie ich w świat muzyki awangardowej i elektronicznej. Program cieszył się dużą popularnością, lecz w marcu tego samego roku musiał zostać odwołany ze względu na przygotowania zespołu, odnośnie wylotu do Kairu.
W międzyczasie większość członków Agitation Free, udzielała się muzycznie, także w innych formacjach: Günther i Rausch w zespole Sopwith Camel razem z australijskim gitarzystą Richardem Claptonem (obecnie znany muzyk rockowy). Ulbrich w grupie improwizacyjnej pod nazwą Guricht, zaś Hoenig w formacjach elektronicznych. Ponadto Ulbrich, Günther, a także: Manuel Göttsching, Hartmut Enke, Klaus Freudigmann, Conrad Schnitzler i Thomas Keyserling, pracowali i występowali razem w grupie improwizującej, elektronicznej, działającej pod nazwą Eruption.

### Pobyt zespołu w Egipcie, Libanie, na Cyprze i w Grecji (1972)
4 kwietnia 1972 roku zespół wyleciał do Kairu (Egipt). Następnego dnia po przylocie, muzycy mieli zagrać koncert, lecz sprzęt grupy pozostawał jeszcze na lotnisku, w rękach organów celnych; zaś urząd celny był już tego dnia zamknięty. Wszyscy członkowie Agitation Free stanęli przed salą, w której mieli wystąpić i po angielsku wyjaśnili widzom, dlaczego występ przełożono na następny dzień. W odpowiedzi usłyszeli malesh (pol. spokojnie, to nie ma znaczenia). Wyraz ten spodobał się muzykom i ostatecznie użyli go później, jako tytułu swojego debiutanckiego albumu Malesch. Od tego momentu, basista Michael Günther nagrywał na magnetofon różne przypadkowe zdarzenia z tej podróży. Nagrania te zostały później wykorzystane jako efekty dźwiękowe na płycie Malesch. Następnego dnia, 6 kwietnia 1972 roku odwołany wcześniej występ zespołu, odbył się w Eward Memorial Hall na Uniwersytecie Amerykańskim.
Muzycy spotkali tam Hubertusa von Puttkamera, który sfilmował ich kamerą 8 mm przed piramidami w Sakkarze i opiekował się zespołem podczas jego pobytu w Kairze. Tam też muzycy poznali pełną uroku, egipską dziewczynę o imieniu Laila, która mówiła po niemiecku, bez akcentu. Później Ulbrich napisał dla niej utwór, mający za tytuł jej imię. 11 kwietnia muzycy Agitation Free wybrali się do Aleksandrii, gdzie zespół zagrał kolejny koncert. Po powrocie do Kairu jego członkowie dowiedzieli się, że ich koncert w Damaszku został odwołany w związku ze śmiercią niemieckiego polityka Heinricha Lübke, i w związku z tym ambasada obchodziła wtedy dzień żałoby. 15 kwietnia zespół wyleciał na kolejny występ do Bejrutu, lecz ze względu na opieszałość celników, data koncertu ponownie została przesunięta o jeden dzień (16.04). Zmieniło się także miejsce koncertu na Trypolis.
16 kwietnia muzycy wrócili do Bejrutu na kolejny koncert, który miał miejsce przed starym kościołem.
Po jego zakończeniu poznali libańczyka Assaada Debsa, który mieszkał w Paryżu i w niedalekiej przyszłości zaczął organizować trasy koncertowe Agitation Free, a także Tangerine Dream, Ash Ra Tempel, Klausa Schulze oraz Can i reprezentował w tym kraju wszystkie zespoły zakontraktowane przez Virgin Records. 18 kwietnia 1972 roku grupa wystąpiła w Nikozji (Cypr). Lecąc tam, muzycy weszli na pokład samolotu z instrumentami w dłoniach, zaś pilot uśmiechnął się do nich i powiedział: Ja lecę samolotem, zagrasz dzisiaj dla nas, umowa stoi?. Magnetofon basisty zespołu był wtedy włączony i w efekcie album Agitation Free Malesch, rozpoczyna się od tych słów.
Na Cyprze zespół udzielił kilku wywiadów telewizyjnych na które był wożony samochodem z szoferem. 21 kwietnia 1972 r. Agitation Free dał koncert w Atenach (Grecja), poznając tam kilka lokalnych greckich zespołów rockowych, które użyczyły im swojego sprzętu nagłośnieniowego w związku z tym wydarzeniem. Kolejny w Salonikach został odwołany ze względu 5. rocznicę „rewolucji”, a tak naprawdę zamachu stanu przeprowadzonego w 1967 roku (w czasie pobytu Agitation Free w Grecji, krajem rządziła Junta czarnych pułkowników),a egzotyczny pobyt zespołu za granicą, powoli dobiegał końca.

### Nagrywanie i premiera debiutanckiego albumuMaleshoraz dalsze losy zespołu (1972)
6 lipca 1972 roku zespół wszedł do Audio-Tonstudio (pierwszego 16-ścieżkowego studia nagrań) w Berlinie i rozpoczął nagrywanie swojej pierwszej płyty na którą złożyła się przynajmniej część, wcześniej już przygotowanego materiału, wzbogacona o to, co muzycy usłyszeli i czego nauczyli się podczas swoich niedawnych egzotycznych wojaży.
| „Zaczęliśmy bez żadnej ogólnej koncepcji i po prostu zaczęliśmy improwizować. Każdego dnia powstawał nowy utwór. Peter Michael Hamel grał z nami przez dwa dni. Po zmiksowaniu przejrzeliśmy zebrane akustyczne wrażenia z naszych taśm z trasy po Bliskim Wschodzie, aby znaleźć odpowiednie fragmenty do wstawienia między cięcia na płycie. Następnie omówiliśmy i ustaliliśmy tytuły dla każdego wyboru. Pierwszy utwór nosił tytuł You Play For Us Today (rozpoczynający się słowami pilota linii Middle East Airlines), Kolejny utwór nazwaliśmy Sahara City, na pamiątkę nocnego klubu, w którym tak królewsko ucztowaliśmy podczas naszej pierwszej nocy w Egipcie. Nawet dzisiaj, słuchając tego utworu z zamkniętymi oczami, przenoszę się z powrotem do tego miejsca i czasu – do głębokich nocy, przyjemnego ciepła, gwiazd i piramid. Niezapomniane! Trzeci utwór nosi tytuł A La Toul, co oznacza coś w rodzaju „na wprost”. Gwar ulic Kairu, gdzie nie da się iść prosto, odbija się w tym utworze (egipskie „na wprost” wcale nie jest takie proste). Czwarta piosenka nosi tytuł Puls. Michael Hoenig eksperymentuje z generatorem tonów losowych i sprzętem wyprodukowanym przez firmę Hofschneider, Berlin. Chan el Chalili to kolejny utwór, którego nazwa pochodzi od słynnego bazaru, gdzie mogliśmy ćwiczyć starożytną sztukę targowania się. Malesch, szósty utwór, jest prawdopodobnie najbardziej udanym dziełem. Oddaje hołd egipskiemu stylowi życia. Rücksturz, ostatni wybór, brzmi już dość europejsko i odnosi się do naszej podróży powrotnej do domu, która tak naprawdę była potknięciem się o powrót do kultury europejskiej”.– Michael Günther o początkach nagrywania albumu Malesch i o tematyce utworów, które się na nim znalazły |

Pierwotnie longplay miał ukazać się we wrześniu 1972 roku, ale nie udało się i ostatecznie miał swoją premierę 1 grudnia tegoż roku. Nie było wiadomo kiedy i gdzie będzie dostępny ze względu na pozostawiającą wiele do życzenia, niemiecką dystrybucję. W międzyczasie przyjaciel zespołu Alfred Bergmann w swoim nowym domu (niedaleko Osnabrück w NRD), przygotowywał razem z muzykami słuchowisko radiowe o Agitation Free dla zachodnioberlińskiej rozgłośni Sender Freies Berlin w skrócie SFB (pol. Radio Wolny Berlin). 30 sierpnia 1972 roku grupa wyruszyła na kilka dni do Monachium (miało to miejsce w trakcie XX Letnich Igrzysk Olimpijskich, gdzie 1 września występowała na Medienstrasse, zaś 9 września w Theatron w nietypowym na co dzień składzie w którym wystąpili: L. Ulbrich, M. Hoenig, M. Günther, B. Rausch oraz Peter Michael Hamel i Wolfram „Nase” Jacob z Os Mundi na kongach. Kolejne dwa koncerty zostały odwołane z powodu ataku terrorystycznego. Przez następne trzy miesiące zespół nie koncertował tylko dn. 26 i 27 września 1972 roku, wraz z Bergmann wyprodukował kolejne słuchowisko radiowe pt. Eine Krähe hackt der anderen (pol. Jedna wrona sieka drugą) oraz założył Berlin Musician's Initiative (pol. Berlińska Inicjatywa Muzyków) ze swoim dawnym współpracownikiem Michaelem Duwe, zespołem Os Mundi i Ute Kannenberg (byłą piosenkarką schlager, występującą pod pseudonimem „Tanja Berg”).

### Kolejne zmiany personalne, trasy koncertowe po Francji i Niemczech, nagrywanie drugiego albumu2andi częste zmiany gitarzystów (1973)
Burghard Rausch, nie był zachwycony pomysłem kolegów z zespołu, aby zatrudnić Dietmata Burmeistera (perkusja, instrumenty perkusyjne), więc na razie Agitation Free występowało bez niego, m.in. w klubie Fabrik w Hamburgu (7 stycznia 1973), zaś w dniach 8-12 stycznia, kontynuowało nagrywanie słuchowiska radiowego Agitation Free, Porträt einer Musikgruppe (pol. Agitation Free, Portret Grupy Muzycznej). Audycja została wyemitowana 7 kwietnia 1973 roku. Nieco później inne stacje radiowe również nadawały ten program. Burmeister dołączył do zespołu, biorąc udział w koncertach z okazji otwarcia berlińskiego klubu Dampfmaschine (pol. Maszyna parowa), które miały miejsce 8 i 9 marca 1973 r.. W tym czasie Schwenke miewał myśli samobójcze i zaczęły narastać jego problemy z narkotykami. Niedługo potem Assad Debs zaprosił zespół do Francji na koncerty, które zorganizował. Muzycy spotkali tam Irm Siering – niemiecką fotografkę mieszkającą w Paryżu (zdjęcie jej autorstwa, znalazło się później na drugiej płycie zespołu). Na koncercie w Opera Comique Agitation Free, występującego obok Nico, „Josi” czuł się bardzo źle (później, dzięki wsparciu członków zespołu i chwilowemu odstawianiu narkotyków, jego stan psychiczny powoli wrócił do normy), lecz publiczność reagowała entuzjastycznie i koncert okazał się sukcesem. Następnie zespół wystąpił na żywo w audycji radiowej Pop Club w budynku ORTF, po której otrzymywał mnóstwo telefonów od francuskich słuchaczy. Francuski prezenter telewizyjny Pierre'a Latesse, zaproponował muzykom Agitation Free, wzięcie udziału w programie telewizyjnym, realizowanym kilka dni później. Tego samego dnia grupa zagrała koncert w Salle Napoleon, a następnie kilka występów na francuskiej wsi, zaś 27 marca 1973 roku zespół wziął udział w nagraniu programu telewizyjnego pt. Rock en Stock. 30 marca 1973 roku dał koncert na Uniwersytecie Vincennes pod Paryżem, a następnie wrócił do Berlina. 10 kwietnia 1973 r. Agitation Free ponownie wybrało się w podróż do Francji, by wziąć udział w programie telewizyjnym, kręconym niedaleko Paryża, dzień później. Po pewnym czasie okazało się, że Debs zorganizował kolejny występ na żywo we Francji. Tak więc 8 maja 1973 roku zespół niejako zmuszony był zagrać w berlińskiej dyskotece Sound, aby zebrać pieniądze na powrót do Francji.
| „W międzyczasie „Joshi” zaczął znowu brać narkotyki. Rano, w dniu naszego wyjazdu do Francji, 9 maja, miał odebrać swoje leki detoksykacyjne przed spotkaniem z nami; ale kto się nie pojawił tego ranka? „Joshi”. Byliśmy wściekli... Wszyscy byliśmy u Lüüla, dzwoniąc jak szaleni, ale „Joshiego” nie można było znaleźć. Tego popołudnia zadzwonił i powiedział, że będzie miał leki w ciągu najbliższej pół godziny. Więc postawiliśmy mu ultimatum: Albo bądź u Lüüla w ciągu godziny, albo wyjedziemy bez ciebie... Godzinę później nadal się nie pojawiał. Zastanawialiśmy się nad sytuacją (ponieważ nie mieliśmy gitarzysty prowadzącego i powinniśmy byli po prostu odwołać trasę). Ale wtedy wpadli nam na myśl bracia Stephan i Frank Diez: Obydwaj świetni muzycy i każdy z nich potrafiłby ogarnąć naszą muzykę jednym ruchem nadgarstka. Więc do nich zadzwoniliśmy. Frank nie mógł przyjść, ale Stephan, z którym często graliśmy i który znał nasz materiał, miał zarówno czas, jak i ochotę. Potem zadzwoniliśmy do „Joshiego”: Przepraszam kolego. Zobaczymy się, jak wrócimy... Mercedes „Joshiego” nie był już dostępny, więc pożyczyliśmy samochód od matki Michaela Hoeniga. W końcu ruszyliśmy”.– Michael Günther o kolejnej podróży zespołu do Paryża, która miała miejsce dn. 9 maja 1973 roku |

W dniu wyjazdu (dn. 9 maja), Schwenke nie wrócił już do Agitation Free (później pracował w sklepie ze sprzętem Hi-fi, swojego ojca w dzielnicy Moabit w Berlinie Zachodnim i choć intensywnie próbował to nigdy nie wyleczył się z uzależnienia od narkotyków – 14 maja 1990 roku został znaleziony martwy na stacji metra w Berlinie) i muzycy, gorączkowo poszukiwali gitarzysty, który go zastąpi. Chwilowo okazał się nim być Stephan Diez, który znał repertuar grupy, ponieważ grywał z nią gościnnie, wcześniej.
W Paryżu na muzyków czekał Debs i stamtąd razem pojechali do Orleanu, gdzie występowali w namiocie cyrkowym podczas małego lokalnego festiwalu. Następnego dnia wyruszyli do Bordeaux na kolejny tego typu festiwal, gdzie przed Agitation Freeg wystąpił Gong, a następnie do miejscowości Brest i Angers na kolejne koncerty. Po powrocie do Paryża, zespół wystąpił w Bataclanie (stary klub taneczny w jedenastej dzielnicy Paryża przy Boulevard St. Voltaire), gdzie dwa miesiące wcześniej, grał zespół Can. Muzykom towarzyszyła tam piosenkarka Nico, poznana podczas podczas ich pierwszej trasy koncertowej we Francji. Koncert w Paryżu zakończył kolejną trasę Agitation Free po Francji i bezpośrednio z Paryża, zespół wyjechał do Frankfurtu nad Menem na German Super Rock Festival, gdzie miał miejsce jego kolejny występ grupy. Ostatni z Dietmarem Burmeisterem w składzie (czerwiec 1973). Raush i on nie zgadzali się ze sobą w kwestiach muzycznych, więc ten drugi zmuszony był do opuszczenia Agitation Free. Zaś 14 czerwca 1973 roku po kolejnym występie w berlińskim Radiu RIAS, formacja po raz kolejny była w drodze do Paryża, gdzie 16 czerwca zagrała koncert w Saint Michel sur Orge (oczekiwano również przyjazdu Guru Guru; ale z powodu trudności na granicy zespół nie dotarł na miejsce). Następny koncert odbył się w Montmorillion, a kolejny w Roanne w klubie Rainbow, który uchodził wówczas za najlepszy klub w Europie (tam powstał utwór Agitation Free pt. In the Silence of the Morning Sunrise). 30 czerwca 1973 roku po powrocie do Niemiec, grupa wystąpiła na festiwalu w Marburgu z zespołem Atlantis.
Zaś w dn. 15-21 lipca 1973 roku nagrywała swój drugi album pt. 2ndw monachijskim Studio 70 pod okiem inżyniera dźwięku Dave'a Siddle'a. W studiu dochodziło do częstych awantur między Ulbrichem a Diezem. Gitarzysta zwykle spieszył się do swojego brata Franka Dieza, który nagrywał w innym studiu, a który wraz z małżonką, mauretanką Jackie, udzielał się wokalnie w utworze Haunted Island, zamykającym 2nd. Po tygodniowej przerwie w Berlinie, 28 lipca muzycy wrócili do studia w Monachium. Konflikt między Stephanem Diezem (na co dzień członkiem WDR (West Deutsche Rundfunk) Big Bandu, i muzykiem sesyjnym) a zespołem podczas miksowania materiału osiągnął punkt, w którym muzycy postanowili się z gitarzystą rozstać.
W Berlinie poszukiwania jego następcy trwały do momentu, aż profesor muzyki Heinz Lau, polecił zespołowi gitarzystę mającego już spore doświadczenie w graniu jazzu, a był nim Gustav Lütjens, który po raz pierwszy wystąpił w barwach Agitation Free, 20 października 1973 roku w mieście Würselen, niedaleko Akwizgranu. 22 listopada tegoż roku muzycy w nowym składzie, zagrali po raz pierwszy fragmenty że swej nowej płyty podczas koncertu w berlińskiej Akademie der Künste. Gustav „Gustl” Lütjens wydał mi się zdumiewający: Potrafił grać niemal dokładnie tak jak Stephan. Ćwiczyliśmy szybko i intensywnie, a kiedy druga płyta była już na rynku, skład zespołu był znów solidny, chociaż Stephan wystąpił z nami jeszcze dwa razy, w klubie Hamburg Fabrik oraz w hanowerskim Silo – powiedział basista zespołu Michael Günther.

### Okres trzeci (1974)
3 stycznia 1974 zespół zagrał koncert w klubie Dachluke w Berlinie, a 18 stycznia wrócił do Francji, gdzie trasa koncertowa wiodła Agitation Free z Troyes przez Rennes do Brestu. A następnie do Nantes, Clermont Ferrant, Marsylii, Montpellier i Lyonu.. Po powrocie do Niemiec, grupa gościła w zachodnioniemieckiej rozgłośni radiowej WDR w Kolonii i zagrała koncert w studiu. Muzycy spotkali w WDR ponownie Stephana Dieza, który tam pracował. Kolejne występy zespołu w tym czasie to odjazdowy koncert w Duisburgu (13 lutego 1974) i kolejny w miejscowości Moers.
Z miesiąca na miesiąc muzycy Agitation Free mieli coraz większe poczucie zmęczenia i stagnacji oraz chęć dalszego rozwoju muzycznego w innych składach osobowych. 16 czerwca 1974 roku miał miejsce ostatni występ klasycznego składu zespołu podczas festiwalu w Paryżu. Po tym występie drogi muzyków się rozeszły i nie wystąpili oni na wcześniej zakontraktowanym koncercie w paryskiej Olympii, co było ogromnym zaniedbaniem ze strony zespołu.

Stopniowo nasze działanie stawało się coraz bardziej rutynowe i byliśmy wobec siebie coraz bardziej samokrytyczni. Po kilku kolejnych festiwalach stało się dla nas jasne, że tak dalej być nie może. Przyjechać na koncert, rozstawić się, zagrać seta, rozłożyć się, jechać na następny koncert – to po prostu nie było w naszym stylu. I okazało się, że muzycznie oddalamy się od siebie. Hoenig interesował się elektroniczną improwizacją, Gustav bardziej jazzem (minimum to Herbie Hancock), Lüül lubił Beatlesów i muzykę folkową, Burghard hard rocka (tak jak robi to do dziś), a ja (Fame) Grateful Dead, country i muzykę funky. Po koncercie w Schönsee w Bawarii musieliśmy poważnie zastanowić się nad dalszym rozwojem wypadków. Gustav i ja chcieliśmy eksplorować nowe muzyczne kierunki i byliśmy gotowi opuścić zespół. Wtedy Hoenig otrzymał ofertę od Klausa Schulzego, którą zdecydował się przyjąć. Burghard nie chciał kontynuować działalności bez Hoeniga, a Lüül również chciał pójść własną drogą. 16 czerwca 1974 roku odbył się nasz ostatni koncert w klasycznym składzie Agitation Free, festiwal w Paryżu, który miał miejsce na krótko przed naszym występem w paryskiej „Olympii”. Assaad ciężko pracował, aby zorganizować koncert w Olympii, ale niestety jego wysiłki poszły na marne.

Ulbrich zamieszkał z Nico w Paryżu. Zaś Günther i Lütjens, szukali w Berlinie nowych muzyków do Agitation Free (ta nazwa nadal obowiązywała). Po pewnym czasie dołączyli do nich Bernhard Arndt (pianino elektryczne) oraz Christian Kneisel (syntezator) – i w tym składzie, muzycy rozpoczęli intensywne próby, a także pracę nad repertuarem. Na koncercie w Witten, Dietmar Burmeister zagrał z zespołem na perkusji. W dniach 18-19 lipca 1974 roku zarówno z nim, jak i z Mickim Duwem, zespół nagrywał w Berlinie swoje kolejne słuchowisko radiowe pt. Störenfried (pol. Burzyciel pokoju).
27 września 1974 roku Agitation Free przyleciało do Warszawy na festiwal Warszawska Jesień na którym zespół wykonał trzy utwory, tj. Looping IV, autorstwa Erharda Großkopfa, Church of Anthrax, autorstwa Terry'ego Rileya i Johna Cale'a, a także kompozycje własne w podobnym tonie, lecz jak się okazało – ich polscy rówieśnicy znajdujący się na sali, zdecydowanie domagali się rockowych dźwięków, co dorowadziło do wyłączenia prądu i wtargnięcie na salę funkcjonariuszy SB.
| „Po zagraniu naszych trzech utworów na sali rozległy się skromne brawa, ale zamiast wyjść, młodzi ludzie na widowni pozostali na swoich miejscach i domagali się więcej. Na początku byliśmy zdezorientowani, ale potem do nas dotarło: Oni chcieli usłyszeć rocka! Podszedłem więc do mikrofonu, mamrocząc coś w stylu: Myślimy, że moglibyśmy też zagrać trochę rocka, to tylko jedna z wielu rzeczy, które robimy... i dodałem, że w następnym utworze chcielibyśmy spróbować swoich sił w bluesowym numerze. Zaczęliśmy od Nightlife Blues B.B. Kinga. Z jednej strony zdawaliśmy sobie sprawę, że pokazujemy naszą „złą” stronę, ale z drugiej strony racjonalizowaliśmy, że skoro ta piosenka zawierała więcej niż zwykłe trzy akordy bluesowe, to może nie obrazi nadmiernie uszu i wrażliwości osób odpowiedzialnych za koncert. Ogromny błąd w obliczeniach. Gdy tłum stał się brzydki i zaczął wydawać złowieszcze dźwięki, zasilanie zostało wyłączone, a scenę zamknęli mężczyźni w identycznych ciemnych garniturach i z fryzurami na jeża, z całą pewnością funkcjonariusze policji bezpieczeństwa. Sala szybko opustoszała. Następnego dnia odbyła się konferencja dla międzynarodowej prasy, podczas której miało zostać rzucone światło na nasze faux pas i związany z nim skandal. Słynny polski kompozytor i członek krajowej gildii kompozytorów, Witold Lutosławski lub Tomasz Sikorski (nie jestem już pewien, który z nich), wyjaśnił nam w krystalicznie czystym języku niemieckim, że chociaż pierwsze trzy utwory były częścią „jego świata”, to to, co nastąpiło po nich, było „śmieciem” (może nie użyłby tak mocnego określenia, ale „śmieć” z pewnością miał na myśli) i nie miało miejsca na takim festiwalu. Nigdy tak naprawdę nie zrozumiem, dlaczego kompozytor miałby coś takiego powiedzieć; jeśli chodzi o mnie, w każdym razie nigdy nie scharakteryzowałbym często trudnej do zrozumienia współczesnej muzyki „poważnej” w tak pejoratywny sposób. Dopiero wiele lat później, po powrocie do domu w Berlinie, kompozytorzy tacy jak Wilhelm Dieter Siebert i Hartmut Westphal z Gruppe Neue Musik (pol. Grupa Nowej Muzyki) przywrócili mi wiarę w praktyków E-Musik. Pokazali mi, że „poważni” muzycy również mogą być otwarci i tolerancyjni”.– Michael Günther o występie Agitation Free na festiwalu „Warszawska Jesień” w Warszawie |

W Berlinie Günther i Lütjens spotkali się z oryginalnymi członkami zespołu, aby omówić szczegóły jego rozpadu. Raush i Hoenig byli przeciwni dalszemu używaniu przez nich nazwy „Agitation Free” i tak się stało, ponieważ basista i gitarzysta przyznali, że obecnie tworzą i wykonują muzykę, która nie ma wiele wspólnego z tym zespołem. Dwa ostatnie zobowiązania koncertowe Agitation Free w składzie: Lutz Ulbrich (gitara), Gustav Lütjens (gitara), Bernhard Arndt (keyboard), Christian Kneisel (syntezator), Michael Günther (gitara basowa) i John Mernitt (perkusja). Miały miejsce przy pełnej sali w berlińskich klubach Quartier Latin i Dachluke. 14 listopada 1974 roku zespół zorganizował imprezę pożegnalną pod nazwą The Final Reunion – dla wszystkich przyjaciół i kolegów, którzy przewinęli się przez zespół i towarzyszyli muzykom na co dzień (prawie wszyscy byli i obecni członkowie grupy, wzięli udział w imprezie i wystąpili na scenie). Z tego powodu Christopher Franke przerwał na dwa dni swoją trasę koncertową po Anglii, aby przyjechać i zagrać na perkusji. Jedynie gitarzysta Axel Genrich nie mógł przybyć. Stawił się za to Mani Neumeier z formacji Guru Guru. Wydarzenie to opisała niemiecka prasa.
Kilka albumów Agitation Free z nagraniami z lat 1972–1974, wydano pośmiertnie, a były to m.in. Last z 1976, Fragments z 1995 czy At The Cliffs of The River Rhine z 1998.

### Okres przejściowy po rozpadzie Agitation Free: Projekt muzyczny Michaela Günthera i Gustava Lütjensa z epizodycznym udziałem Lutza Ulbricha (1974–1975)
W momencie, gdy drogi członków oryginalnego składu Agitation Free powoli się rozchodziły z powodu sporu dotyczącego nowego muzycznego kierunku, w którym zespół miał podążać. Günther i Lütjens zdołali jeszcze przekonać Ulbricha do tymczasowego kontynuowania współpracy z nimi oraz z udziałem perkusisty Haralda Großkopfa, klawiszowca Manfreda Opitza i grającego na saksofonie Klausa Henrichsa z berlińskiej formacji Os Mundi. Skład zespołu miał charakter płynny, ponieważ w tym okresie Lutz Ulbrich, częściej przebywał we Francji niż w Berlinie, zaś przez zespół przewijali się kolejni muzycy, tj.,: Constatin „Bommi” Bommarius (wówczas perkusista w Karthago), nieżyjący już Lou Blackburn (były puzonista Duke'a Ellingtona) i lider zespołu w Mombasie), Christian „Bino” Brero (kontrabasista w Berlin Radio Symphony Orchestra, a poza tym klawiszowiec i właśnie w tym charakterze w 1971 roku wystąpił gościnnie z Agitation Free w TU Mensa w Berlinie, po którym to koncercie przyjęto do zespołu Michaela Hoeniga – później współpracował z formacją Os Mundi i zespołem Ulbricha, a następnie porzucił wykonywanie muzyki rockowej), pianista Bernd Gruber (muzyk kościelny oraz jazzowy) i Jochen Bauer (perkusista jazz-rockowy w wielu berlińskich formacjach).
Muzykom tego tworu (początkowo bez nazwy), który powstał po rozpadzie Agitation Free – udało się znaleźć sprzymierzeńca w postaci Udo Andrciego, muzyka z Os Mundi (w późniejszym okresie był współproducentem Niny Hagen i Neny), który odbywał swego rodzaju staż w studiach Ewangelickiego Radia i zapraszał muzyków nowego projektu Michaela Günthera i Gustava Lütjensa na nagrania, które realizował jako początkujący inżynier dźwięku. Nieobecny w tym czasie w Belinie Lutz Ulbrich (widniejący z tym składem tylko na kilku fotografiach); nie brał udziału w tych sesjach. Wytwórnia płytowa odrzuciła nagrania grupy, ponieważ uważano ten materiał za zbyt komercyjny – i twierdzono, że nie znajdzie on zbyt wielu nabywców.
Odmowa skłoniła muzyków do uruchomienia kontaktów z czasów Agitation Free i taśma z tymi nagraniami została wysłana do Kabulu w Afganistanie, gdzie przebywał stary znajomy Günthera z Kairu, Hartmut Geerken (nadal dyrektor zarządzający Instytutu Goethego). Liczono na to, że zorganizuje on trasę koncertową zespołowi, zaś wytwórnia płytowa Music Factory/Phonogram zainteresuje się tym materiałem i wyda album. Geerken udzielił odpowiedzi podobnych do wytwórni płytowej, dodając dość upokarzającą według Günthera sugestię, że być może zespół będzie mógł zagrać w hotelu Kabul Hilton.
Günther i Lütjens mimo przeciwności, działali do końca 1975 roku z nowo sformowanym, kolejnym składem pod nazwą „Lagoona”, który wyruszył tylko na jedną trasę koncertową po Danii, i również pozostawił po sobie nagrania studyjne. Jednak ostatecznie, brak sukcesu spowodował, że członkowie zespołu opuścili go i poszli własnymi muzycznymi ścieżkami. Basista Michael Günther – z powodu braku pieniędzy; zaczął wypożyczać muzykom sprzęt nagłaśniający – w efekcie nawiązując kontakt z zespołem Nina Hagen Band i z Jimem Rakete. Wszystkie zachowane nagrania z tego okresu, ukazały się w 1999 roku na płycie zatytułowanej The Other Sides of Agitation Free.

### Reaktywacja Agitation Free (1998)
W 1998 roku blisko 25 lat po rozpadzie Agitation Free, byli członkowie formacji, tj.: Lutz Ubrich, Gustav Lütjens, Michael Günther i Burghard Rausch spotkali się na przyjęciu urodzinowym Ulbricha i spontanicznie postanowili reaktywować zespół. Wczesnym latem 1999 roku ukazał się nowy studyjny album pt. River Of Return, wyprodukowany przez byłego gitarzystę formacji SpIiff Bernharda Potschkę.
W lutym 2007 roku po sześcioletniej przerwie, muzycy Agitation Free ponownie połączyli siły, aby na zaproszenie Japończyków zagrać tygodniowe tournée w tym trzy koncerty w O'West w dzielnicy Shibuya w Tokio z okazji dołączenia klawiszowca Michaela Hoeniga do sekcji „Progressive Rock” w muzeum figur woskowych Tokyo Tower Wax, gdzie od kilku lat miał już swą figurę Lutz Ulbrich. W tym samym roku postanowił odejść długoletni basista i współzałożyciel zespołu Michael Günther, który zmarł 26 marca 2014 roku w wieku 63 lat w wyniku ciężkiej choroby.
Pamiątką po tej wyprawie jest album koncertowy pt. Shibuya Nights (2011). Materiał na płytę przygotował Hoenig, który skompilował najlepsze fragmenty z trzech występów w O'West (Shibuya). Zespół po kolejnej kilkuletniej przerwie, promował ten materiał w latach 2012-2014 na koncertach w Londynie, Manchesterze, Paryżu i Berlinie z nowym basistą Danielem „Dandą” Cordesem. To wcielenie Agitation Free przetrwało do lata 2013 roku, wieńcząc swoje istnienie koncertem na niemieckim Burg-Herzberg Festivalu w heskim Breitenbach am Herzberg. Gdy rok później wytwórnia MIG przygotowała reedycję płyty Shibuya Nights, dołączyła do niej krążek DVD z fragmentami dwóch występów, tyj. z kwietnia (w Berlinie) i lipca (w Breitenbach) 2013 roku.
Ponadto w 2016 roku do boxu wydaneo przez MIG i przypominającego albumy Last, Fragments” i Live ’74 dodano nagranie wideo nagrane 23 kwietnia 2013 roku w berlińskim klubie Kesselhaus, gdzie zespół powtórzył tam program zagrany sześć lat wcześniej w Tokio, wykonując na bis, jedynie – w formie bisów improwizowany utwór InDaJungle i Interstellar Overdrive z repertuaru Pink Floyd. 29 września 2017 roku w wieku 65 lat zmarł gitarzysta zespołu od 1973 roku Gustav Lütjens, którego zastępował gościnnie przez jakiś czas Frank Diez.
24 listopada 2023 roku ukazał się kolejny album studyjny pt. Momentum z premierowym materiałem, nagranym w różnych lokalizacjach podczas lockdownu. Zespół nagrał go w składzie, który tworzą: Lutz Ulbrich (gitara elektryczna, gitara akustyczna, banjo), Michael Hoenig (instrumenty klawiszowe, syntezator, perkusja elektroniczna), Daniel Cordes (gitara basowa, syntezator) i Burghard Rausch (perkusja, perkusja elektroniczna). Gościnnie wystąpili także: Peter Michael Hamel (santur w utworze Levant) i Benjamin Schwenen (gitara w utworze Nouveau Son). Na siedem utworów – pięć to premiery, zaś dwa były znane wcześniej, lecz tylko z wersjach koncertowych, tj. Shibuya” – utwór, który pojawił się na krążku „Shibuya Nights – Live in Tokyo, oraz znana z wydawnictwa Live at Kesselhaus 2013, kompozycja InDaJungl. W styczniu 2024 roku nowym gitarzystą zespołu został Axel Heilhecker, zaś klawiszowcem od lata 2024 roku jest Tim Sung, po tym jak Michael Hoenig zaprzestał występów na żywo.

## Muzycy zespołu[1][7][25]
- Lutz Ulbrich (1967–1974, 1998–1999, 2007, od 2012) – gitary
- Michael Günther (1967–1974, 1998–1999, 2007, 2012–2014) – gitara basowa
- Lutz Ludwig Kramer (1967–1970) – gitara solowa
- Christopher Franke (1967–1971) – perkusja
- Michael Duwe (1967, gościnnie w 1974) – śpiew
- Axel Genrich (1970) – gitara solowa
- Charlie Weiss (zagrał z zespołem gościnnie na Ersten Deutschen Progressiven Popfestival, dn. 12 kwietnia 1970) – perkusja
- Jörg Schwenke (1970–1973) – gitara solowa
- Michael Hoenig (1971–1974, 2007, od 2012) – instrumenty klawiszowe i elektroniczne
- Gerd Klemke (1971) – perkusja
- Burghard Rausch (1971–1974, 1998–1999, 2007, od 2012) – perkusja
- Dietmar Burmeister (1973, gościnnie w 1974) – perkusja, instrumenty perkusyjne
- Stefan Diez (1973) – gitara solowa
- Gustav Lütjens (1973–1974, 1998–1999, 2007, 2012–2013) – gitara solowa
- Bernhard Arndt (1974) – instrumenty klawiszowe
- John Mernitt (1974) – perkusja
- Daniel Cordes (od 2012) – gitara basowa
- Axel Heilhecker – gitara solowa (od 2024)
- Tim Sund (od 2024) – instrumenty klawiszowe

## Współpracownicy zespołu[7]
- Roland „Rolli” Paulick – roadie i przyjaciel zespołu. Następnie współpracownik Tangerine Dream[5] – i muzyk na pierwszym albumie zespołu (grał na EMS VCS 3 ), a także udzielał się wokalnie w utworze Don Alfonso na singlu Mike'a Oldfielda z 1975 roku[26], wyprodukowanym przez Edgara Froese. Właściciel firmy drukarskiej w Berlinie.
- Folke Hanfeld – twórca nazwy zespołu („Agitation”)[5]. Był siłą napędową działań multimedialnych, prezentowanych na występach Agitation Free (pokazy świetlne, projekcje filmowe itp.)[5]. Obecnie pracuje jako niezależny artysta w Berlinie.
- Thomas Kessel – dyrektor i nauczyciel w tzw. „Beat Studio” przy ulicy Pfalzburger Strasse w Berlinie-Wilmersdorfie. Obecnie uczy w Bazylei.
- Peter Michael Hamel – przyjaciel Thomasa Kesslera, załątwił zespołowi pierwszy kontrakt płytowy i przyczynił się do powstania do powstania debiutanciego albumu zespołu pt. Malesch na którym zagrał gościnnie na organach[27]. W 1977 roku otrzymał Nagrodę Muzyczną Miasta Monachium. W późniejszych latach stał się znany jako kompozytor muzyki teatralnej i filmowej. Jego zainteresowanie muzyką azjatycką zaowocowało książką zatytułowaną Through Music to the Self', wydaną w 1976 roku. W 2023 roku po raz kolejny, tym razem po 51 latach od nagrania Malesch (1972)[27], pojawił się ponowne jako gość na płycie Agitation Free zatytułowanej Momemntum" (2023), grając na santurze[23].
- Manfred Brück („John L.”) – showman okazjonalnie występujący z zespołem od połowy 1968 roku do jesieni 1969 roku.
- Alfred Bergmann – autor wielu słuchowisk radiowych do których zespół nagrał muzykę.
- Klaus Schulze – muzyk, który odmówił zespołowi, gdy szukał perkusisty, ale podsunął go muzykom Agitation Free – sam, a był to Burghard Rausch. Ponadto współpracował z klawiszowcem formacji, Michaelem Hoenigiem w krótkotrwałym projekcie Timewind.
- Assaad Debs – Wraz ze swoimi firmami producenckimi Wah Wah i Rosebud, menedżer i promotor we Francji, który organizował tam trasy koncertowe agitation Free, a także Tangerine Dream, Ash Ra Tempel, Klausa Schulze, Can, Agitation Free, Nico, Amon Düül, Kraftwerk i innych zespołów zakontraktowanych przez Virgin Records. Pracował też przez kilka lat w Palace, Paryżu i innych miejscach z Serge'em Gainsbourgiem i Dire Straits. Promował także: Talking Heads, The Clash, The B-52's, J. Geils Band i Simply Red. Prowadził firmę promocyjną Corrida ze swoim partnerem Jaques Renaultem i zarządza również firmą Cigale.
- Volker Cormelius – pierwszy menedżer i przyjaciel zespołu.
- Rainer Langhans – jeden z założycieli Kommune I i przez jakiś czas roadie Agitation Free, ponieważ posiadał Volkswagena Transportera.
- Hubertus „Bert” von Puttkamer – obecnie profesor na Uniwersytecie Technicznym w Berlinie; specjalność: laserowa technika pomiarowa. Grywa też na syntezatorze. Zespół spotkał go w Egipcie podczas bliskowschodniej trasy. Filmował zespół w Sakkarze.
- Uli Popp – roadie zespołu, który zagrał na instrumentach perkusyjnych na debiutanckim albumie Agitation Free pt. Malesch (1972)[27].
- Uli Rathsack – wieloletni roadie i przyjaciel zespołu.
- Christian Rateuke – scenarzysta i reżyser filmowy. W latach siedemdziesiątych fan i przyjaciel zespołu. Doradzał muzykom w różnych kwestiach przed ich podróżą na Bliski Wschód, ponieważ był tam wcześniej z produkcją Petera Handkego Das Mündel will Vormund sein – realizowanej na zamowienie Instytutu Goethego.
- Wolfram „Nase” Jacob – muzyk zespołu Os Mundi, który grając na kongach, wsparł Agitation Free podczas dwóch koncertów w Monachium, latem 1972 roku[13].
- Pierre Latesse – francuska osobowość telewizyjna, szczególnie znana ze swoich programów dla młodzieży. Wspierał Agitation Free podczas występów zespołu we francuskiej telewizji. Jego zapowiedź, przedstawiająca zespół w programie telewizyjnym Rock en Stock (1973) została wmontowana w utwór Nouveau Son, znajduący się na płycie Momentum (2023)[23].
- Irm Siering – niemiecka fotografka mieszkająca w Paryżu. Obecnie prowadzi butik z odzieżą typu spotswear w Berlinie.
- Klaus D. Müller – roadie i przyjaciel zespołu. Pracował także z Ash Ra Tempel i Klausem Schulze. Nagrał Final Reunion Agitation Free na swoim magnetofonie Revox i pomógł przy pisaniu bookletu do płyty kompaktowej.
- Heinz Lau – profesor muzyki w berlińskiej Wyższej Szkole Akademickiej. Inicjator wielu projektów muzycznych dla młodzieży. W różnych okresach współpracował z muzykami Agitation Free, tj. z Christianem Kneiselem, Christopherem Franke, Gustavem Lütjensem (polecił go zespołowi w okresie intensywnych poszukiwań gitarzysty), Michaelem Hoenigiem, Lutzem Ulbrichem i Michaelem Güntherem w różnych okresach.
- Dave Siddle – inżynier dźwięku podczas sesji nagraniowych drugiego longplaya Agitation Free 2and. Wcześniej miał na swym koncie m.in. z Jimmim Hendrixem.
- Frank Diez – muzyk wraz z małżonką, mauretanką Jackie, udzielał się wokalnie w utworze Haunted Island, zamykającym longplay Agitation Free pt. 2nd[14]. Po śmierci gitarzysty Gustava Lütjens (dn. 29 września 2017 roku)[21], zastępował go gościnnie przez jakiś czas podczas koncertów zespołu[22].
- Issey Ogata – muzyk grający na ukulele i gościnnie występujący z zespołem w Tokio w 2007 roku[17]. Słyszalny także na płycie pt. Shibuya Nights – Live in Tokio (2011)[17].
- Potsch Potschka (gitara), mandolina, udu, sample), Minas Suluyan (instrumenty że perkusyjne), Alto Pappert (saksofon), Chris Dehler (śpiew alikwotowy), Koma (dudy) – muzycy sesyjni, którzy gościnnie pojawili się na pierwszym studyjnym albumie zespołu, nagranym po reaktywacji, tj. River of Return (1999)[28].
- Benjamin Schwenen – zagrał na gitarze na płycie zespołu pt. Momentum (2023)[23].

## Dyskografia[20]

### Albumy
- 1972: Malesch (LP, Vertigo – od 2008 na niektórych reedycjach albumu znajdują się bonusy, tj.: Music Factory, utwór nagrany 25 lutego 1972 roku podczas koncertu w Moguncji oraz film wideo pt. Agitation Free At Sakkara, sfilmowany i zmontowany w kwietniu 1972 r. w Kairze)
- 1973: 2nd (LP, Vertigo)
- 1976: Last (LP, Barclay – utwory 1-2 nagrane na żywo w marcu 1973 w Studio Aquarium dla francuskiej stacji radiowej; utwór 3 nagrany na żywo w lutym 1974 dla radia w RIAS Berlin – od 2008 na większości wydań kompaktowych znajduje się dodany jako bonus utwór pt. Schwingspule – nagrany w grudniu 1971 roku podczas koncertu w TU-Mensa w Berlinie)
- 1995: Fragments (CD, Musique Intemporelle – zapis „Final Reunion Concert” z dn. 14 listopada 1974 w Berlinie z wyjątkiem utworu Mediteranean Flight, który został nagrany 19 lipca 1974 roku w Audio Tonstudio w Berlinie – reedycja Garden Of Delights z 2003 roku zawiera dodatkowy utwór z tego samego koncertu, zatytułowany Blues, zaś reedycje kompaktowe wydawnictwa Revisited Records z 2009 zawierają dodany jako bonus utwór pt. Crashlanding, nagrany w grudniu 1971 roku podczas koncertu w TU-Mensa w Berlinie)
- 1998: At the Cliffs of River Rhine (CD, Garden Of Delights – oficjalne wydawnictwo, zawierające nagrania z audycji radiowej WDR, która została wydana nieoficjalnie na winylowym bootlegu pt. At Last ... Is Alive (WDR-Radio Broadcast) na którym jednak brakuje utworu In The Silence Of The Morning Sunrise – reedycja albumu z 2008 roku, która ukazała się nakładem wydawnictwa Revisited Records, tak samo jak jego wersja LP, wydana przez wytwórnię MIG w 2019 – zawiera bonusowy utwór pt. Big Fuzz, który nagrano 16 lutego 1972 roku podczas koncertu w Moers)
- 1999: River of Return (CD, Prudence)
- 2011: Shibuya Nights – Live in Tokio (CD, Esoteric Recordings – zapis koncertu zarejestrowanego w lutym 2007 w Tokio)
- 2012: 1st (LP, Korusuro Records – zapis koncertu w Tu Mensa Berlin z dn. 24 marca 1972)
- 2013: Live At Kesselhaus, Berlin, April 3, 2013 (CD, MIG)
- 2023: Momentum (CD, MIG)

### Inne nagrania
- 1999: The Other Sides of Agitation Free (CD, Garden Of Delights – utwory 1-7 zarejestrowano w ERD-Tonstudio w 1974 w Berlinie; zaś utwory 8-10 nagrano w Audio-Tonstudio w 1974 w Berlinie)

### Kompilacje
- 2016: Last, Fragments & Live '74 (CD, MIG)